# Albanische Badminton-Juniorenmeisterschaft
Albanische Badminton-Juniorenmeisterschaften werden seit 2008 ausgetragen. Die Austragung von Titelkämpfen der Erwachsenen begann zehn Jahre später. Internationale Titelkämpfe von Albanien gibt es noch nicht.

## Die Titelträger
| Saison    | Herreneinzel      | Dameneinzel  | Herrendoppel                      | Damendoppel               | Mixed                        |
| --------- | ----------------- | ------------ | --------------------------------- | ------------------------- | ---------------------------- |
| 2008      | Elio Treska       | Ida Pili     | nicht ausgetragen                 | nicht ausgetragen         | nicht ausgetragen            |
| 2009      | Elio Treska       | Ida Pili     | nicht ausgetragen                 | nicht ausgetragen         | nicht ausgetragen            |
| 2010      | Elio Treska       | Ida Pili     | nicht ausgetragen                 | nicht ausgetragen         | nicht ausgetragen            |
| 2011      | Elio Treska       | Ida Pili     | nicht ausgetragen                 | nicht ausgetragen         | nicht ausgetragen            |
| 2012      | Elio Treska       | Ida Pili     | nicht ausgetragen                 | nicht ausgetragen         | nicht ausgetragen            |
| 2013      | Redi Cufo         | Ida Pili     | nicht ausgetragen                 | nicht ausgetragen         | nicht ausgetragen            |
| 2014      | Redi Cufo         | Joana Pili   | nicht ausgetragen                 | nicht ausgetragen         | nicht ausgetragen            |
| 2015      | Kostika Stoja     | Joana Pili   | nicht ausgetragen                 | nicht ausgetragen         | nicht ausgetragen            |
| 2016      | Antoni Kaso       | Joana Pili   | nicht ausgetragen                 | nicht ausgetragen         | nicht ausgetragen            |
| 2017      | Teodor Rapo       | Joana Pili   | nicht ausgetragen                 | nicht ausgetragen         | nicht ausgetragen            |
| 2018      | Erald Shahinasi   | Elisa Tona   | Erald Shahinasi Ernest Pendavinji | Elisa Tona Helga Bregu    | Ernest Pendavinji Elisa Tona |
| 2019      | Erald Shahinasi   | Elisa Tona   | Ernest Pendavinji Gjergji Pili    | Lira Postoli Elisa Tona   | Ernest Pendevinji Elisa Tona |
| 2020      | Ernest Pendevinji | Lira Postoli | Gjergji Pili Georg Qafzezi        | Lira Postoli Fjojna Janko | Gjergji Pili Amelia Vani     |
| 2021      | Gjergji Pili      | Lira Postoli | Gjergji Pili Georg Qafzezi        | Lira Postoli Fjojna Janko | Gjergji Pili Fjojna Janko    |
| 2022      | Gjergji Pili      | Lira Postoli | Gjergji Pili Georg Qafzezi        | Lira Postoli Fjojna Janko | Gjergji Pili Lira Postoli    |
| 2022 2024 | keine Daten       | keine Daten  | keine Daten                       | keine Daten               | keine Daten                  |